# 10552 Stockholm
10552 Stockholm este un asteroid din centura principală de asteroizi.

## Descriere
10552 Stockholm este un asteroid din centura principală de asteroizi. A fost descoperit pe 22 ianuarie 1993 la Observatorul La Silla de Eric Walter Elst. Asteroidul prezintă o orbită caracterizată de o semiaxă mare de 3,12 ua, o excentricitate de 0,20 și o înclinație de 2,2° în raport cu ecliptica.